# San Bonifacio
San Bonifacio este o comună din provincia Verona, regiunea Veneto, Italia, cu o populație de 21.418 locuitori (1 ianuarie 2023) și o suprafață de 33,79 km².

## Demografie
San Bonifacio - evoluția demografică

|  | Graficele sunt indisponibile din cauza unor probleme tehnice. Mai multe informații se găsesc la Phabricator și la wiki-ul MediaWiki. |

Date: Recensăminte sau birourile de statistică - grafică realizată de Wikipedia